# Kurt Saucke
Kurt Heinrich Wilhelm Saucke (* 10. September 1895 in Hamburg; † 22. Februar 1970 ebenda) war ein deutscher Buchhändler und Verleger.

## Ausbildung und erste Jahre als Buchhändler
Kurt Saucke wurde als Sohn eines Bankiers in Hamburg geboren. Bis 1911 besuchte er das Heinrich-Hertz-Realgymnasium und begann danach eine Berufsausbildung im Buchhandel. Der Buchhändler Richard Friedrichsen sen. riet ihm zu einer kaufmännischen Lehre, die er bei dem Exportunternehmen Hülsz & Co. absolvierte. Bei Ausbruch des Ersten Weltkriegs beendete er die Ausbildung und meldete sich freiwillig zum Kriegsdienst. Saucke verbrachte mehrere Jahre in Kriegsgefangenschaft, während derer er sich literarisch und wissenschaftlich weiterbildete. Im Oktober 1919 kam er nach Hamburg zurück und übernahm im selben Jahr das Sortimentsgeschäft der Buchhandlung L. Friedrichsen & Co., das insbesondere geografische Fachliteratur und Kartografie anbot. Saucke baute Abteilungen für Belletristik und Geisteswissenschaften auf und hatte ab 1922 Anteile am Unternehmen. Außerdem ergänzte er die Buchhandlung um bibliophiles Antiquariat.
Mitte der 1920er Jahre führte Saucke eine öffentliche Vortragsreihe ein. Autoren und Wissenschaftler wie Stefan Zweig, Jakob Wassermann, Ludwig Klages oder Hans Prinzhorn referierten während der Veranstaltungen für den Hamburg-Altonaer-Buchhändler-Verband (H.A.B.V). Gemeinsam mit seinem Neffen Ernst Hauswedell und dem Drucker Rudolf Hartung gründete er unter Mitwirkung von Siegfried Buchenau 1927 den Deutschen-Buch-Club, für dessen Ehrenpräsidium er unter anderen Hugo von Hofmannsthal gewann. 1928 trennte sich Saucke einvernehmlich von seinem Geschäftspartner Friedrichsen. Am 19. April desselben Jahres eröffnete er in den von Friedrichsen übernommenen Geschäftsräumen die Kurt Saucke & Co. Es handelte sich um eine literarisch und geisteswissenschaftlich orientierte Sortimentsbuchhandlung, in der Lese- und Vortragsabende stattfanden. Da derartige regelmäßige Veranstaltungen in Hamburg neu waren, entwickelte sich die Buchhandlung Sauckes zu einem Zentrum des dortigen kulturellen und literarischen Lebens. Zu den ersten Autoren, die hier sprachen, gehörten Hans Carossa, Albrecht Schaeffer, Ludwig Klages, Hermann Stehr und Rudolf Alexander Schröder.
Ende der 1920er Jahre wurde Saucke Vorstandsmitglied der Gesellschaft der Bücherfreunde zu Hamburg. Er pflegte freundschaftliche Kontakte zu den Buchbinderinnen Annie Peters und Ilse Hahne und dem Kunsthistoriker Wilhelm Niemeyer. 1929 verfasste er einen wohlwollenden Nachruf auf Aby Warburg, der zu den Gründungsmitgliedern der Gesellschaft für Bücherfreunde gehört hatte. Der Buchhändler ergänzte die Kurt Saucke & Co. um Abteilungen für Kunst, Bibliophilie und Medizin. Als einer der ersten Anbieter in Hamburg richtete er auch eine eigene Sparte mit Literatur für Kinder und Jugendliche ein. 1930 und 1931 organisierte er zwei umfangreiche, überregional beachtete Ausstellungen europäischer Kinderbücher. Anfang der 1930er Jahre plante er für die Akademische Auslandsstelle der Universität Hamburg viele Veranstaltungen mit, die als Ferienkurse für ausländische Studierende stattfanden. Saucke war zu dieser Zeit Mitglied im H.A.B.V und saß für einige Zeit im Vorstand des Buchhändler-Verbandes Kreis Norden.
Nach der Machtübernahme durch die Nationalsozialisten änderte sich der Buchhandel. Bestehende Buchhandlungen gingen in der Reichsschrifttumskammer (RSK) auf oder mussten ihr Geschäft einstellen. Als die Mitgliedschaft in der RSK für alle Buchhändler verpflichtend wurde, schloss sich auch Saucke der Organisation an. Ab August 1933 leitete er das Hamburger Vortragsamt des Kampfbundes für deutsche Kultur, wollte jedoch zunächst keine Ämter im Hamburger Landesverband der RSK ausüben. Ab 1936 bekleidete er das Amt des „Fachschaftsberaters“ im Hamburger Landesverband des Bundes Reichsdeutscher Buchhändler und übernahm 1939 für mehrere Monate die „Landesleitung“ in der RSK.
Bei Ausbruch des Zweiten Weltkrieges trat Saucke von allen Ämtern zurück und schloss sich als Offizier der Wehrmacht an. 1943 unterstützte er den befreundeten Verleger Christian Wegner, der aufgrund des Vorwurfs der Wehrkraftzersetzung vor Gericht stand.

## Wirken als Händler und Verleger nach dem Zweiten Weltkrieg
Saucke blieb bis August 1945 in amerikanischer Kriegsgefangenschaft. Die britische Militärregierung erteilte ihm bereits einen Monat später eine Lizenz zur Eröffnung einer neuen Buchhandlung. In den ersten Jahren nach Kriegsende baute Saucke seine Buchhandlung wieder auf und verlegte mehrere Werke. Seit 1950 empfing er in seinem Geschäft (seit 1957 in der Paulstraße 6) befreundete Autoren, Wissenschaftler und Künstler. Auf mehr als 160 Veranstaltungen sprachen unter anderen Erhart Kästner, Hannah Arendt, Martin Buber, Paul Celan, Hans Erich Nossack, Hermann Kasack, Marguerite Yourcenar, Günter Eich, Max Frisch, Günter Grass, Heimito von Doderer, Ingeborg Bachmann, Uwe Johnson, Walter Jens, Paul Flora und Siegfried Lenz. Albrecht Schaeffer las hier erstmals wieder in Deutschland nach seiner Rückkehr aus dem Exil.
Saucke gehörte den Vorständen mehrerer literarischer Verbände in Hamburg an, deren Veranstaltungsprogramme er wesentlich mitgestaltete. Er arbeitete bei der Planung eigener Veranstaltungen mit der Hamburger Sektion der Goethe-Gesellschaft zusammen und richtete in der eigenen Buchhandlung eine Geschäftsstelle der Gesellschaft ein. Saucke engagierte sich über viele Jahre für Autoren wie Ludwig Klages, Kurt Kluge, Erhart Kästner, Hans Erich Nossack und Heimito von Doderer. Er unterstützte Verleger wie Christian Wegner, Anton Kippenberg, Ernst Rowohlt, Carl Hanser, Peter Suhrkamp, Siegfried Unseld, Klaus Wagenbach und andere bei Fragen zum Buchhandel und der Literatur. Der Kultursenator Hans-Harder Biermann-Ratjen berief Saucke 1958 in die Jury des Hamburger Lessingpreises. Der Norddeutsche Verleger- und Buchhändler-Verband ernannte ihn 1970 zum Ehrenmitglied.
Kurt Saucke starb 1970 in seiner Geburtsstadt. Der Verleger Siegfried Unseld bezeichnete ihn 19 Jahre nach seinem Tod als „Jahrhundertbuchhändler“. Das Archiv seiner Buchhandlung befindet sich im Historischen Archiv des Börsenvereins des Deutschen Buchhandels, das in der Deutschen Nationalbibliothek in Frankfurt/Main verwahrt wird.